# Perforex 3713
Perforex 3713 je jednoúčelově navržený stroj sloužící k provádění řezu do horniny v podzemí. Tento stroj byl navržen a patentován ve Francii[kde?] a zkonstruován byl v Itálii.[kde?] V Česku se používá na výstavbu železničních tunelů. Byl sestaven v roce 2001.
Perforex se používá k provádění řezu určitého profilu do horniny v podzemí. Zhotovený řez se následně vyplní betonem za účelem vytvoření nosné klenby budoucího tunelu tvořící provizorní ostění.Takto provedená klenba umožňuje bezpečné odtěžení horniny pod klenbou a omezuje deformace horninového masivu vyvolané realizací podzemního díla. Stroj je navržen pro práci v podzemí, pro prostředí bez nebezpečí výbuchu.
Popis stroje - Perforex je sestaven ze dvou hlavních celků: 
1. vlastní pilou s nosnou konstrukcí tvořící trajektorii řezu
2. energetickým vozíkem s obslužnou teleskopickou plošinou

## Části pily

### Nosné a vyrovnávací podpěry
Stabilizační základnu pily tvoří dva shodné nosníky umístěné rovnoběžně s osou budoucího díla. Každý nosník je na obou svých koncích zakončen jedním krátkým kloubově uloženým ramenem, jehož horizontální natočení je možné pomocí hydraulických válců. Každé rameno je zakončeno vertikální hydraulickou podpěrou. Kloubové uložení ramen umožňuje správné nasměrování pily do roviny řezu pomocí natáčení celého nosného celku doleva či doprava a podpěry pak umožňují výškovou úpravu pily. Po každém nosníku se posunuje v rozsahu mezi krajními rameny základna obloukových nosníků ve tvaru svařence obepínajícího každý nosník .Vzájemný pohyb základny a nosníku je zajišťován hydraulickým motorem.

### Obloukové nosníky
Základny pravého a levého nosníku jsou spojeny vzájemně obloukovou nosnou a vodící konstrukcí, k níž jsou připevněny dva ozubené věnce do nichž zabírají pastorky vozíku pily. Oblouková konstrukce tvoří trajektorii pohybu pily a tedy i vlastní klenby budoucího tunelu. Na obloukové konstrukci se mezi předním a zadním ozubeným věncem nachází třetí ozubená dráha umožňující pohyb vozíku trysky.

### Nosný vozík pily
Vozík pily je umístěn uvnitř nosné konstrukce a je sestaven z hydraulických mechanizmů naklápění pilového listu ve dvou vzájemných kolmých rovinách. Naklápění zajišťují hydraulické válce, pohyb vozíku ve vedení umožňují dva synchronizované hydromotory. List pily je poháněn hydromotorem pomocí hnací řetězky. Vratná řetězka je na nosném listu pily uložena posuvně, za účelem správného napnutí řezacího řetězu. Napínání je umožněno tlakováním napínacího hydraulického válce vhodným mazacím tukem pomocí ručního lisu.

### Blok listu pily
List pily včetně pohonu je uložen na vozíku kloubově, což umožňuje náklon špičky listu pily od roviny proložené osou díla až do max. úhlu 15°, čímž je zajištěn požadovaný náklon roviny řezu klenby.Natáčení listu ve své rovině v rozsahu +/- 30° umožňuje při poloze vozíku pily na obou dolních koncích trajektorie vyříznutí klenby v co nejnižší poloze.

### Nosný vozík trysky
Tento speciální vozík se pohybuje pomocí pohonu rotačním hydromotorem po ozubeném hřebeni a vlastním vedení na obloukové konstrukci. Vozík trysky je umístěn vně k obloukovým nosníkům. Vozík trysky je sestaven kromě zmíněného pohonu mechanismem přibližování držáku trysky, náklonu držáku a pohybu trysky při řezu.

### Pomocná pohonná jednotka
Na pravém nosníku stroje je umístěna pomocná pohonná jednotka – spalovací motor pro pohon hydrogenerátoru umožňující přesouvání nosné konstrukce pily v prostoru díla při stavu kdy bude nouzově odpojena od energetického vozík. V prostoru za tímto motorem je upevněna hydraulická ruka, která slouží k manipulaci s hydraulickými hadicemi a kabely propojujícími pilu s energetickým vozíkem. Energetický vozík s teleskopickou plošinou se skládá z těchto dílů – pásový podvozek - hlavní pohonná jednotka - teleskopické rameno s kabinou - navíjecí cívka napájecího kabelu

## Pásový podvozek vozíku
Podvozek je poháněn dvěma hydromotory s provozní a zajišťovací brzdou. Na výsuvných ramenech jsou uloženy dvě stabilizační podpěry na straně kabiny, na straně kabelové cívky jsou teleskopické podpěry připevněny k rámu vozíku. Cívka navíječe kabelu je vybavena koncovým odpojovačem elektřiny do stroje v případě pohybu vozíku dopředu. Hlavní pohonná jednotka – uložena na horním rámu podvozku.Elektromotor, hydrogenerátor s elektrickým a hydraulickým příslušenstvím. Celá pohonná jednotka je chráněna kapotou s otevíratelnými, uzamykatelnými dveřmi. V přední části vozíku je na teleskopickém, hydraulicky ovládaném rameni upevněna kabina s hlavním ovládacím stanovištěm pro dvoučlennou obsluhu stroje. Při práci stroje obsluha může libovolně upravit kabinu. Kabinu je možno otevřít pouze v poloze ne zemi a je možné ji zvedat po uzavření vstupních dveří.

### Technické údaje
- Hmotnost - 11 000 kg
- Šířka pásů - 0,4 m
- Délka pásů - 2,794 m
- Maximální rychlost - 1,3 km/h
- Střední tlak na počvu při poloze na pásech - 0,1 Mpa
- Střední zemní tlak při poloze na podpěrách - 0,4 Mpa
- Maximální příčný nebo podélný úklon - 15°

### Kabina
- Maximální nosnost - 200 kg
- Maximální počet osob v kabině - 2
- Maximální rychlost pohybu - 0,3 m/s
- Ovládání ve stavu nouze - ruční
- Zabezpečení proti přetížení a překlopení - hydraulicky

### Navíjecí cívka
- Délka kabelu - 100 m

### Hlavní pohonná jednotka
- Motor hydrogenerátoru - asynchronní třífázový
- Napájecí napětí - 400 V
- Výkon - 250 kW
- Objem nádrže na olej - 740 l

## Pila
- Hmotnost - 74 000 kg
- Zemní tlak v poloze na podpěrách - 0,26 Mpa
- Zemní tlak v poloze na základě obloukových nosníků - 0,8 Mpa
- Maximální zemní tlak v poloze na podpěrách režimu řezání - 0,53 Mpa
- Maximální přípustný podélný úklon terénu - 1,5°
- Maximální příčný úklon - 2°

### Pojezd nosníků
Pojezd je realizován prostřednictvím hydraulických motorů s automatickou brzdou
- Maximální délka kroku - 5,5 m
- Maximální rychlost při kroku - 10 m/min
- Tažná síla při přesouvání (kroku) - 170 kN

### Podpěry pily
- Maximální zdvih podpěr - 0,55 m
- Maximální příčný posuv ramen - 0,2 m

Poloha listu pily se mění prostřednictvím hydraulických válců
- Radiální postup - 0,65 m
- Úhel stranového natočení (úklon) v rovině listu pily - ±30°
- Maximální náklon - +15°

### Pohon řetězu pily
- Výkon 220 kW
- Maximální rychlost řezacího řetězu - 3 m/s

### Vozík listu pily
Pohyb je dosahován motorovou redukční převodovkou se dvěma hydraulickými motory vybavenými automatickou brzdou
- Maximální rychlost - 10 m/min
- Maximální síla posunu - 170kN

### Hydraulická ruka
- Maximální nosnost - 4 kN
- Maximální vyložení - 6 m

### Pomocná pohonná jednotka
- Motor vznětový - Deutz BF4M 1021 C
- Výkon (ISO – FIN) - 68 kW
- Objem nádrže na naftu - 210 l
- Objem nádrže ne olej - 550 l